# Rainbow Moon
Rainbow Moon è un videogioco di ruolo strategico del 2012 sviluppato da SideQuest Studios e pubblicato da Eastasiasoft su PlayStation Network per PlayStation 3, PlayStation Vita e PlayStation 4.